# Krajinski park Goričko
Krajinski park Goričko je bil ustanovljen 9. oktobra 2003 in je sestavni del trideželnega krajinskega parka Goričko – Őrség – Raab. Zajema površino 46.200 ha, kar pomeni, da je to drugi največji naravni park v Sloveniji.
To je najbolj srednjeevropska pokrajina v Sloveniji, kjer skoraj ni čutiti dinarskih, mediteranskih in alpskih vplivov. Griči, po katerih je Goričko tudi dobilo ime, je ustvarilo Panonsko morje. Teren se rahlo dviga proti severu, slemena so porasla z gozdom. Mnogokje številni sestoji rdečega bora kažejo degradacijske procese zaradi nekdaj razširjenega steljarjenja. Goričko ne pozna večjih urbanih središč. Tod je dosti močvirij in mokrotnih travnikov, čeprav je Goričko najbolj sušnata slovenska pokrajina z letno količino padavin le okrog 800 l/m².

## Rastlinstvo in živalstvo
Narava na Goričkem se še uspešno upira spremembam, ki jih prinaša človeška civilizacija. Eden od dokazov za to je najbolje ohranjena populacija vidre (Lutra lutra) v Sloveniji, ki še živi na območju Goričkega. Z razvejanostjo in povezanostjo vodnega omrežja pa tudi s stoječimi vodami, kot so jezera, ribniki in različna mokrišča, se ugodne življenjske razmere še povečujejo.
Najbolj ohranjeni naravni ekosistemi na Goričkem so gozdovi. Na hrastov les je vezanih nekaj redkih hroščev, med njimi hrastov kozliček (Cerambyx cerdo) in rogač (Lucanus cervus). Prekmurska jelenjad (Cervus elaphus) je edina avtohtona populacija jelenjadi, ki je v Sloveniji živela nepretrgano in se izognila iztrebljenju v 19. stoletju, zato je v genetskem pogledu dragocenost. V gozdovih srečamo tudi podleska (Muscardinus avellanarius), prisrčnega in redkega sorodnika navadnega polha.

## Krajinski park Goričko – Őrség – Raab
Skupna kulturna in naravna dediščina je povezala Krajinski park Goričko (ob ustanovitvi) z že oblikovanima parkoma na avstrijski strani z Naravnim parkom Raab (ustanovljen 1996) in Narodnim parkom Őrség (ustanovljen 2002). Tako obsega Krajinski park Goričko – Őrség – Raab na slovenski strani celotno Goričko, na avstrijski strani je vanj vključena podregija Južno Gradiščansko Jennersdorf s sedmimi občinami na južnem Gradiščanskem ob reki Rabi, na madžarski strani pa del Zalska in Železna županija. Sedež skupnega parka je načrtovan v Gradu na Goričkem.

## Znamenitosti po občinah

### Občina Cankova
V Občini Cankova najdemo na vlažnih in močvirnih travnikih med Kučnico in cesto Cankova - Korovci bogato rastišče narcis (Narcissus stellaris). Vmes uspevajo posamezni primerki sibirske perunike (Iris sibirica). V letu 1985/86 je bila izvedena melioracija. Večina rastišča pa izsuševanju ni bila podvržena, zato se je rastišče tudi ohranilo.
Reka Ledava si je ustvarila široko dolino skozi vasi Krašči, Domajinci in Topolovci. Ta dolina je v Kraščih umetno zajezena in nastalo je Ledavsko jezero. Ledavsko jezero je vodni zadrževalnik, ki je nastal zaradi ublažitve in zadrževanja visokih vod reke Ledava ob močnejših nalivih. To je dobrodošlo zatočišče številnim obvodnim pticam. Med vasema Korovci in Gerlinci leži gozdni kompleks, imenovan Korovska gora, v katerem je speljana gozdna učna pot Fuks graba.

### Občina Dobrovnik
Občina Dobrovnik se razprostira na 31 km². Južno od naselja Dobrovnik leži v dolini potoka Bukovnice med gozdovi na južnih obronkih Goričkega umetno Bukovniško jezero, ki ga ojezerja voda istoimenskega potoka. Jezero je nastalo kot protipoplavni ukrep z regulacijskimi deli ob reki Ledavi in njenih pritokih, ki so zajezili tudi povirje Bukovniškega potoka.
V gozdu ob jezeru vodi Vidova pot do kapelice sv. Vida, kjer je tudi Vidov izvir z zdravilno vodo. Voda naj bi bila blagodejna za bolezni oči. Leta 1999 so radiestezisti po bližnji okolici jezera začeli sistematično odkrivati energetske točke z zdravilnimi učinki.

### Občina Gornji Petrovci
V Občini Gornji Petrovci se nahaja mogočna katoliška cerkev Sv. Trojice ali Nedela, ki je tudi kulturnozgodovinski spomenik. Njen nastanek sega v zgodnje krščansko obdobje. Na robu vasice Ženavlje stoji spomenik, ki od daleč spominja na nogometno žogo. Ponazarja vesoljski prostor in spominja na dogodek, ko sta 18. avgusta 1934 tu zasilno pristala z balonom znanstvenika iz Zahodne Evrope.

### Občina Grad
Občina Grad je geografsko razgibana pokrajina z razglednimi točkami, od koder vidimo čez mejo v Avstrijo in na mariborsko Pohorje.
V naselju Grad je eden največjih gradov na Slovenskem. Grajsko poslopje pri Gradu (nekdanja Gornja Lendava) je prvič omenjeno leta 1208, v stoletjih je dobil značilno mnogokotno obliko, v njem pa se kažejo romanske, poznogotske, renesančne in baročne značilnosti. Nekoč naj bi imel tristopetinšestdeset sob, danes ga z evropskimi sredstvi uspešno obnavljajo in v njegovih mogočnih prostorih so na ogled postavljene številne etnološke zbirke. Zaradi umeščenosti, zgodovinske vloge, zasnove in velikosti je danes v njem sedež trideželnega parka Goričko - Raab – Őrség.
V cerkvi Marijinega vnebovzetja pri Gradu je pri obnovi sredi 50.let dvajsetega stoletja pustil močan pečat Jože Plečnik. Po njegovih zamislih so obnovili notranjost cerkvene ladje.

### Občina Hodoš
Občina Hodoš ima evangeličansko cerkev na Hodošu, ki je bila zgrajena v preteklem stoletju v klasičnem stilu. V Krplivniku si lahko ogledamo zgodovinsko-etnografsko stalno razstavo. V preteklosti je bila v tej hiši edina večja žganjekuha v okolici.

### Občina Kobilje
Občina Kobilje se razprostira po 19 km² površine. V zgodovinskih virih je bilo Kobilje prvič omenjeno leta 1208, arheološke najdbe pa pričajo o poseljenosti omenjenega področja že v kameni dobi. Kobilje je značilna obcestna panonska vas, pozidana v urejenih krakih, s hišami, ki imajo ožji del pravokotno obrnjen k cesti.
V središču Kobilja stoji cerkev sv. Martina z znamenitimi Kregarjevimi okni. V parku ob cerkvi stoji edinstveni primerek breka (Sorbus torminalis), ki je največje in najstarejše drevo svoje vrste v Sloveniji. V obsegu meri 255 cm. Kolesarska steza je speljana od Bukovniškega jezera po gozdnem rezervatu do Kobilja in naprej proti Madžarski.

### Občina Kuzma
Občina Kuzma se razpostrira na terciarnem gričevnatem delu - na stičišču treh dežel Avstrije, Madžarske in Slovenije. 
Na tromeji v Trdkovi stoji piramidasti tromejni kamen iz leta 1924. Vsaka stran piramide nosi grb ene od mejnih držav, obrnjen v smeri te države ter letnico določitve državne meje (10.9.1919 in 4.6.1920). Tromejnik je 31. maja 1924 na sedanjo mesto postavila mednarodna razmejitvena komisija.
V spomin na leto 1991, ko so pripadniki teritorialne obrambe in policije sodelovali v bojih za osamosvojitev Republike Slovenije in ubranili mednarodni mejni prehod Kuzma, so postavili spominski park.
Od sakralnih objektov so pomembni predvsem cerkev sv. Kozme in Damijana v Kuzmi, ki je poslikana s freskami Lojzeta Perka, evangeličanska cerkev na Gornjih Slaveč in številne kapelice.

### Občina Moravske Toplice
Del občine Moravske Toplice leži na ravninskem delu prekmurske ravnice, večji del pa je na gričevnatem delu Goričkega.
Kulturna dediščina:
- evangeličanska cerkev;
- cerkev Gospodovega vnebohoda v Bogojini je bila v letih 1925 do 1927 obnovljena po načrtih Jožeta Plečnika. Na zunaj zbuja pozornost okroglo oblikovan zvonik.
- romanska rotunda sv. Nikolaja v Selu je opečnata kapela s polkrožno apsido, krita s skodlami. Zgrajena je bila sredi 13. stoletja.
- gotska cerkev sv.Martina v Martjancih iz 14.stol.

Na Bukovnici so arheološka najdbišča iz bakrene dobe. Iz rimskih časov je ostalo več dobro ohranjenih antičnih gomil.

### Občina Puconci
V Občini Puconci stoji spomenik očetu prekmurske književnosti Štefanu Küzmiču v Strukovcih. Na območju občine sta dve evangeličanski cerkvi:  Evangeličanska cerkev, Puconci in Evangeličanska cerkev, Bodonci, katoliška cerkev sv. Sebastjana v zaselku Sebeščan v Pečarovcih in binkoštna cerkev v Vadarcih. Kot pomemben etnološki spomenik je leseni zvonik na pokopališču v Dolini. Vaški zvonik naj bi bil po izročilu star skoraj 300 let.

### Občina Rogašovci
Občina Rogašovci sega od Ledavskega jezera na jugu do najvišjih vzpetin razvodnega gričevja med Muro in Rabo, na zahodu pa do potoka Kučnica, po katerem teče državna meja z Avstrijo. Sotinski breg ali Kugla je s 418 metri najvišja vzpetina na Goričkem in je geomorfološka posebnost območja. Narava je klasično Goričko gričevje z ravninskim osrednjim delom. Dolinsko dno do Ledave in mejne Kučnice pokrivajo travniki, položna gričevnata pobočja njive, najvišja razvodna območja pa gozd. V dolini reke Lendave je delno še ohranjena obvodna pokrajina s starimi vrbami, ki so jih značilno oblikovali z vsakoletnim obsekavanjem za potrebe domače pletarske obrti.
Kot naravno bogastvo je potrebno omeniti izvire mineralnih voda v Nuskovi in kamnolom permkarbonskih skrilavcev v Sotini.

### Občina Šalovci
Občina Šalovci leži v najbolj severovzhodnem delu Slovenije. Severovzhodno od vasi Šalovci je antično grobišče s približno 20 gomilami. V bližini je tudi zavarovano rastišče grmičastega dišečega volčina (Daphne cneorum f. arbusculoides), in sicer na opuščeni njivi nad Fickovo domačijo in na Frimovem. Volčin uspeva v sestoju Myrtillo - Pinetum subpannonicum callunetosum. Uspeva tudi zelenček (Chimaphila umbellata). V Frimovem gozdu, ki je 300 metrov oddaljen od središča vasi, je obnovljen znani Frimov vodnjak. Zgradila ga je grofovska družina Frim, globok je 5 metrov, v njem pa je zelo zdrava pitna voda, ki so jo veliko let za pitje uporabljali krajani.